# Upplands västra kontrakt
Upplands västra kontrakt är ett kontrakt i Uppsala stift inom Svenska kyrkan. Kontraktskoden är 0109. Kontraktsprost är Britt-Karin Ekstrand som eftertätt Fredrik Fagerberg som i sin tur tillträdde 2018.

## Administrativ historik
Kontraktet bildades 2005 från 
Norunda kontrakt med
- Tensta församling
- Björklinge församling
- Lena församling
- Ärentuna församling
- Viksta församling
- Skuttunge församling
- Bälinge församling som 2010 uppgick i Bälingebygdens församling
- Åkerby församling som 2010 uppgick i Bälingebygdens församling
- Jumkils församling som 2010 uppgick i Bälingebygdens församling
- Börje församling  som 2010 uppgick i Bälingebygdens församling
- Norra Hagunda församling
- Balingsta församling
- Hagby församling
- Ramsta församling
- Uppsala-Näs församling
- Västeråkers församling
- Dalby församling
- Vänge församling som 2006 uppgick i Norra Hagunda församling
- Läby församling som 2006 uppgick i Norra Hagunda församling
- Järlåsa församling som 2006 uppgick i Norra Hagunda församling
- Skogs-Tibble församling som 2006 uppgick i Norra Hagunda församling
- Ålands församling som 2006 uppgick i Norra Hagunda församling

Fjärdhundra kontrakt med
- Vittinge församling
- Västerlövsta församling
- Enåkers församling
- Östervåla församling
- Nora församling
- Harbo församling
- Huddunge församling

1 januari 2018 utökades kontraktet med församlingarna från det då upplösta Enköpings kontrakt.
- Boglösa församling
- Enköpings församling
- Fjärdhundra församling
- Lagunda församling
- Sparrsätra-Breds församling
- Tillinge och Södra Åsunda församling
- Veckholms församling
- Villberga församling